# Goldene Kamera 2002
Die Verleihung der Goldenen Kamera 2002 fand am 5. Februar 2002 im Konzerthaus am Gendarmenmarkt in Berlin statt. Es war die 37. Verleihung dieser Auszeichnung. Das Publikum wurde durch Mathias Döpfner (Vorstandsvorsitzender des Axel-Springer-Verlages) begrüßt. Die Moderation übernahm Désirée Nosbusch. An der Veranstaltung nahmen etwa 1000 Gäste teil. Die Verleihung wurde am 10. Februar 2002 um 21:50 Uhr auf dem Fernsehsender ZDF übertragen. Die Leser der Hörzu wählten in der Kategorie Shooting Star 2001 ihre Favoriten.

## Preisträger

### Schauspielerin national
- Heike Makatsch – Männerpension, Bin ich schön?, Aimée & Jaguar, Gripsholm und Die Affäre Semmeling

(Laudatio: Heinz Hoenig und Stefan Kurt)

### Schauspieler national
- Heino Ferch – Der Tunnel

(Laudatio: Nicolette Krebitz)

### Ehrenpreis
- Johannes Heesters

(Laudatio: Liselotte Pulver)

### Entertainment
- Harald Schmidt – Satirische Abendunterhaltung auf hohem Niveau

(Laudatio: Thomas Gottschalk)

### Fernsehspiel
- Heinrich Breloer – Die Manns – Ein Jahrhundertroman (Bavaria Film, WDR, NDR, ARTE, SF DRS, C-FILMS AG)

(Laudatio: Maximilian Schell)

### Hall of Fame
- Thomas Gottschalk

### Beste Nachwuchsschauspielerin
- Annett Renneberg – Tatort: Der Präsident und Der blaue Vogel (Lilli-Palmer-Gedächtniskamera)

(Laudatio: Hape Kerkeling)

### Shooting Star 2001 (Hörzu-Leserwahl)
- Anne Will – Tagesthemen
- Steffen Seibert – ZDF.reporter und mehrstündige Sondersendungen zu den Terrorattacken in den Vereinigten Staaten

(Laudatio: Jörg Walberer)

### TV-Journalismus
- Sandra Maischberger – Maischberger

(Laudatio: Stefan Aust)

### Überraschungspreis
- Veronica Ferres – Bobby
- Bobby Brederlow – Bobby und Liebe und weitere Katastrophen

(Laudatio: Friedrich von Thun)

### Auszeichnungen für internationale Gäste

#### Film international
- Cate Blanchett – The Gift – Die dunkle Gabe, Banditen!, Der Herr der Ringe: Die Gefährten, Heaven und Schiffsmeldungen

(Laudatio: Franka Potente und Tom Tykwer)

#### Musik
- Andrea Bocelli

(Laudatio: Henry Maske)

#### Pop international
- Anastacia

(Laudatio: Jan Josef Liefers)

## Sonstiges
- Thomas Gottschalk wurde in die Hörzu-Hall-of-Fame aufgenommen.[1]

## Weblink
- Goldene Kamera 2002 – 37. Verleihung